# Mhalapitsa
Mhalapitsa is een dorp in het district Central in Botswana. De plaats telt 1019 inwoners (2011).